# Аэропорт острова Платт
Аэропорт острова Платт  (ИКАО: FSPL) расположен на коралловом острове Платт, Сейшельская республика.
Аэропорт находится в 119 километрах от острова Маэ и столицы Сейшел Виктории.
Аэропорт расположен на высоте 3 метра над уровнем моря. Есть одна грунтовая взлётно-посадочная полоса длиной 915 метров.